# Oak Island (álbum de Our Last Night)
Oak Island es el tercer EP de la banda de post-hardcore estadounidense Our Last Night. Fue lanzado el 5 de noviembre de 2013 a través de muthutdigital.com.

## Lista de canciones
Toda la música compuesta por Our Last Night.
1. Dark Storms – 4:03
2. I've Never Felt This Way – 3:38
3. Same Old War – 4:05
4. Reality Without You – 3:41
5. Sunrise – 3:49
6. Sacred of Change – 3:20
7. Oak Island – 3:54

## Créditos

### Our Last Night
- Trevor Wentworth - vocalista
- Matt Wentworth - vocalista, guitarra líder
- Alex "Woody" Woodrow - bajo
- Tim Molloy - batería

- Datos: Q49835789